# Ключ 83
| 氏                     | 氏       | 氏       |
| ---------------------- | -------- | -------- |
| 82                     | 83       | 84       |
| Піньінь:               | shì      | shì      |
| Чжуїнь:                | ㄕˋ      | ㄕˋ      |
| Вейд-Джайлз:           | shih4    | shih4    |
| Ютпхін:                | si6, zi1 | si6, zi1 |
| Он:                    |          |          |
| Кун:                   |          |          |
| Кандзі:                | 氏 uji   | 氏 uji   |
| Хун:                   | 성 seong | 성 seong |
| Им:                    | 씨 ssi   | 씨 ssi   |
| Індекс у Вікісловнику: | 氏       | 氏       |

Ключ 83 — ієрогліфічний ключ, що означає рід і є одним із 34 (загалом існує 214) ключів Кансі, що складаються з чотирьох рисок.
У Словнику Кансі 10 символів із 40 030 використовують цей ключ.

## Символи, що використовують ключ 83

Як писати ієрогліф.

| без додаткових | 氏    |
| 1 додаткова    | 氐 民 |
| 2 додаткові    | 氒    |
| 4 додаткові    | 氓    |